# Toxascaris leonina
Espèce
Toxascaris leonina est une espèce de nématodes parasites courant du chien et du chat. Il vit dans l'intestin grêle. La contamination se fait par ingestion des œufs larvés ou lorsque l'animal mange un autre animal parasité, notamment les rongeurs. Sa prévalence est moins grande que Toxocara canis chez le chien, et encore moins grande chez le chat, plutôt infesté par Toxocara cati. Ce ver n'a pas un pouvoir pathogène très fort.
Toxascaris leonina est courant chez le chat et le chien. Il infeste cependant bien d'autres espèces de carnivores, comme le loup, le Renard roux, le Puma ou le Guigna.